# Циплетешть
Циплетешть (рум. Țipletești) — село у Синжерейському районі Молдови. Входить до складу комуни, адміністративним центром якої є село Алексендрень.

## Населення
За даними перепису населення 2004 року у селі проживали 1009 осіб.
Національний склад населення села:
| Національність       | Кількість осіб | Відсоток   |
| -------------------- | -------------- | ---------- |
| молдавани румуни     | 993 2          | 98,4% 0,2% |
| українці             | 7              | 0,7%       |
| росіяни              | 4              | 0,4%       |
| інша / без відповіді | 3              | 0,3%       |
| Всього               | 1009           | 100%       |